# Condado de Rooks
El condado de Rooks (en inglés: Rooks County), fundado en 1867, es uno de 105 condados del estado estadounidense de Kansas. En el año 2005, el condado tenía una población de 5,351 habitantes y una densidad poblacional de 2 personas por km². La sede del condado es Stockton. El condado recibe su nombre en honor al soldado John C. Rooks. 

## Geografía
Según la Oficina del Censo, el condado tiene un área total de 2319 km² (895,4 mi²), de la cual 2301 km² (888,4 mi²) es tierra y 1 km² (0,3861003861 mi²) (0.78%) es agua.

### Condados adyacentes
- Condado de Phillips (norte)
- Condado de Smith (noreste)
- Condado de Osborne (este)
- Condado de Ellis (sur)
- Condado de Trego (suroeste)
- Condado de Graham (oeste)

## Demografía
Según la Oficina del Censo en 2000, los ingresos medios por hogar en el condado eran de $30,457, y los ingresos medios por familia eran $36,931. Los hombres tenían unos ingresos medios de $$26,794 frente a los $18,389 para las mujeres. La renta per cápita para el condado era de $15,588. Alrededor del 9.80% de la población estaban por debajo del umbral de pobreza.

## Transporte

### Autopistas principales
- Ruta Estatal de Kansas 18
- Ruta Estatal de Kansas 258

## Localidades
Población estimada en 2004;
- Plainville, 1,897
- Stockton, 1,465 (sede)
- Palco, 231
- Damar, 150
- Zurich, 122
- Woodston, 112

### Municipios
El condado de Rooks está dividido entre 12 municipios. El condado no tiene ninguna ciudad independiente a nivel de gobierno, y todos los datos de población para el censo e las ciudades son incluidas en el municipio.

## Educación

### Distritos escolares
- Palco USD 269
- Plainville USD 270
- Stockton USD 271